# Molí Vell de Perers
El Molí Vell de Perers fou un molí situat en el terme municipal de Moià, a la comarca del Moianès.
Estava situat al sector oriental del terme de Moià, a prop i a llevant de la masia dEl Gai i més lluny i al nord de la de Perers, a l'esquerra del torrent del Gai.
De l'edifici del molí no en queda cap vestigi. Se'n conserva la bassa, el pou i la resclosa.